# Hypsicera vudzia
Hypsicera vudzia là một loài tò vò trong họ Ichneumonidae.